# Campeonato Argentino de Futebol de 1904
O Campeonato Argentino de Futebol de 1904, originalmente denominado Copa Campeonato 1904, foi organizado pela Argentine Association Football League. O certame foi disputado em dois turnos de todos contra todos, entre 9 de maio e 24 de setembro. O Belgrano Athletic conquistou o seu segundo título de campeão argentino.

## Classificação final
| Pos | Equipes           | Pts | J  | V | E | D | GM | GS | SG  |
| --- | ----------------- | --- | -- | - | - | - | -- | -- | --- |
| 1.  | Belgrano Athletic | 18  | 10 | 9 | 0 | 1 | 30 | 9  | +21 |
| 2.  | Alumni            | 13  | 10 | 5 | 3 | 2 | 18 | 9  | +9  |
| 3.  | Lomas Athletic    | 11  | 10 | 5 | 1 | 4 | 9  | 10 | -1  |
| 4.  | Barracas Athletic | 10  | 10 | 5 | 0 | 5 | 13 | 16 | -3  |
| 5.  | Estudiantes (BA)  | 5   | 10 | 2 | 1 | 7 | 12 | 27 | -15 |
| 6.  | Quilmes           | 2   | 10 | 1 | 0 | 9 | 8  | 19 | -11 |

## Premiação
| Campeonato Argentino de Futebol de 1904 |
| --------------------------------------- |
| Belgrano Athletic Campeão (2° título)   |

## Bibliografía
- Estévez, Diego (2010). 38 Campeones del fútbol argentino 1891-2010. [S.l.]: Ediciones Continente. ISBN 978-950-754-301-2